# ТОР «Якутия»
Территория опережающего социально-экономического развития «Якутия» — территория в Республике Саха (Якутия) России, на которой установлен особый правовой режим осуществления предпринимательской деятельности. Создана в 2015 году. Основная специализация ТОР — сельское хозяйство, обрабатывающая промышленность, логистика.

## Развитие территории
ТОР «Якутия»(первоначально — ТОР "Индустриальный парк «Кангалассы») была создана в населённом пункте Кангалассы в соответствии с постановлением Правительства РФ от 21 августа 2015 г. № 877 "О создании территории опережающего социально-экономического развития "Индустриальный парк «Кангалассы» на территории города Якутск. В дальнейшем в это постановление был внесён ряд изменений постановлением Правительства РФ от 31 августа 2017 г. № 1049 «О внесении изменений в постановление Правительства Российской Федерации от 21 августа 2015 г. № 877» и (в числе прочего) постановлением Правительства РФ от 15 мая 2019 г. № 601 «О внесении изменений в некоторые акты Правительства Российской Федерации».
В 2020 году, постановлением Правительства РФ от 15 февраля № 149 «О внесении изменений в постановление Правительства Российской Федерации от 21.08.2015 г. № 877» ТОСЭР изменила название с "Индустриальный парк «Кангалассы» на «Якутия»; границы территории были расширены на территорию городского
округа «Жатай» и муниципального образования «поселок Нижний Бестях» муниципального района «Мегино-Кангаласский улус» Республики Саха (Якутия).
Постановлением Правительства РФ от 8 июля 2020 г. № 1005 «О внесении изменений в постановление Правительства Российской Федерации от 21.08.2015 г. № 877» границы ТОР «Якутия» были вновь расширены на территорию рекреационного кластера «Северная мозаика» близ села Табага, входящего в городской округ «город Якутск».
Летом 2021 года, постановлением Правительства РФ от 10 июня 2021 г. № 886 «О внесении изменений в постановление Правительства Российской Федерации от 21 августа 2015 г. № 877», был расширен список видов экономической деятельности в ТОСЭР и в очередной раз расширены его границы. В конце 2021 года, постановлением Правительства РФ от 13 декабря № 2278 «О внесении изменений в приложения № 1 и 2 к постановлению Правительства Российской Федерации от 21 августа 2015 г. № 877», границы ТОР были дополнительно расширены; также был расширен список видов экономической деятельности.
В сентябре 2021 года в Якутске прошла торжественная церемония открытия первого этапа третьей очереди круглогодичного тепличного комплекса «Саюри», проект которого реализуется на территории опережающего развития «Якутия». Комплекс уже несколько лет обеспечивает школы и детские сады города свежими овощами и зеленью.
В ноябре 2021 стало известно, что резиденты ТОР «Якутия» вложили в свои проекты инвестиций на сумму около 3,82 млрд рублей, создав при этом 500 рабочих мест.
Требования к потенциальным резидентам предусматривают, что компания-соискатель должна быть зарегистрирована в ТОР «Южная Якутия», не должна иметь филиалов вне ТОР, предоставить минимальный объем инвестиций не менее 500 тыс. рублей, не находиться в процессе ликвидации, банкротства или реорганизации и соответствовать профильным видам деятельности ТОР.
По состоянию на конец 2021 года на территории опережающего развития зарегистрировано 29 резидентов, общая сумма заявленных инвестиций составляет 15,9 млрд рублей,
количество создаваемых рабочих мест — 1591.
В начале января 2023 г. количество резидентов территории опережающего развития составило 41 с заявленным количеством создаваемых рабочих мест в 2 тыс.    
В октябре 2024 года Правительство РФ с целью строительства магистрального газопровода и Новоленской ТЭС расширило границы ТОР «Якутия» на 93 000 га. Реализация этих инвестпроектов создаст около 450 рабочих мест и привлечет свыше 230 млрд инвестиций частного характерах.    

## Резиденты
Резиденты территорий опережающего социально-экономического развития получают ряд налоговых льгот. В частности, нулевой налог на прибыль в течение 5 лет с момента первой прибыли, нулевой налог на землю в течение 3-5 лет, нулевые таможенные пошлины и таможенный НДС при применении процедуры свободной таможенной зоны и прочие льготы.
Якорные резиденты ТОР «Южная Якутия» — компании «Теплый край», «Сэйбиэм» и «Саюри». Также среди резидентов ТОР «Якутия» — такие компании, как «Аурифекс», «Экосип», «Ленская рыба», «Эгопласт», «Саха Липснеле», "Грузовой терминал «Нижний Бестях» и др.